# دولنی بروسنیتسه
دولنی بروسنیتسه (به چکی: Dolní Brusnice) یک منطقهٔ مسکونی در جمهوری چک است که در منطقه تروتنوف واقع شده‌است.